# Torgelow am See
Torgelow am See là một đô thị tại huyện Mecklenburgische Seenplatte (trước thuộc huyện Müritz), bang Mecklenburg-Vorpommern, miền bắc nước Đức.

## Links
- Schloss Torgelow, Internatsgymnasium

=<tham khảo>